# Граджянски (футбольный клуб, Загреб)
«Граджянски» (хорв. HŠK Građanski Zagreb) — бывший хорватский футбольный клуб из города Загреб, пятикратный чемпион Королевства Югославия и трехкратный чемпион независимой Хорватии.

## История
Клуб основан 26 апреля 1911 года. В 1912 году «Граджянски» стал бронзовым призёром первого (и единственного на долгие годы) чемпионата Хорватии. С 1923 по 1940 годы клуб выступал в чемпионате Королевства Югославии, и пять раз, в сезонах 1923, 1926, 1928, 1936/37 и 1939/40 становился чемпионом Югославии, кроме того ещё дважды был вице-чемпионом, тем самым являясь вторым по титулованности клубом Югославии довоенного периода. «Граджянски» трижды представлял Югославию в Кубке Митропы, в 1928, 1937 и 1940 годах, но лишь раз ему удалось пройти дальше первого раунда. Во время Второй мировой войны «Граджянски» выступал в чемпионате Хорватии, и стал чемпионом Хорватии в сезоне 1943 года. После окончания войны клуб, как и его основные соперники клубы «Конкордия» и ХАШК, был распущен, а на основе этих клубов был создан клуб «Динамо».
В эти годы для клубных команд государств, дружественных странам Оси, был организован так называемый «Европейский футбольный Кубок». В 1944 году «Граджански» играл в его финале, в котором проиграл венгерскому «Надьваради» (ныне ФК «Бихор-Орадя») со счётом 0:4. «Граджански» пользовался расположением фактического хорватского правителя Анте Павелича, а некоторые футболисты клуба, например Иван Хитрец и Звонимир Цимерманчич, были активными пособниками режима.

## Достижения

### Национальные
- Чемпионат Королевства Югославия
  - Чемпион (5): 1923, 1926, 1928, 1936/37, 1939/40
  - Вице-чемпион (2): 1925, 1938/39
  - Третье место (3): 1930/31, 1934/35, 1937/38
- Чемпионат независимой Хорватии
  - Чемпион (3): 1940, 1941, 1943
  - Вице-чемпион (2): 1940/41, 1942
  - Третье место: 1912
- Кубок Хорватии
  - Победитель: 1941

### Международные
- Европейский футбольный Кубок:
  - Финалист: 1944

## Выступление в еврокубках
| Сезон | Турнир        | Раунд      |                          | Клуб            | Счёт          |
| ----- | ------------- | ---------- | ------------------------ | --------------- | ------------- |
| 1928  | Кубок Митропы | 1/4 финала | Флаг Чехословакии        | Виктория Жижков | 3-2, 1-6      |
| 1937  | Кубок Митропы | 1/8 финала | Флаг Италии (1861—1946)  | Дженоа          | 1-3, 0-3      |
| 1940  | Кубок Митропы | 1/4 финала | Флаг Венгрии (1919—1946) | Уйпешт          | 4-0, 1-0      |
|       |               | 1/2 финала | Флаг Румынии             | Рапид           | 0-0, 0-0, 1-1 |